# Heljestad (naturreservat)
Heljestad är ett naturreservat i Kristianstads kommun i Skåne län.
Området är naturskyddat sedan 2018 och är 24 hektar stort. Reservatet ligger mellan Nävlingeåsen och Vramsån och består av ask och avenbok.